# دورة ألعاب الكومنولث 2026
دورة ألعاب الكومنولث 2026 (بالإنجليزية: 2026 Commonwealth Games) المعروفة رسميًا باسم دورة ألعاب الكومنولث XXIII والمعروفة أيضا باسم فيكتوريا 2026، هي حدث متعدد الرياضات لأعضاء الكومنولث المقرر عقده عبر أربعة مدن إقليمية في ولاية فيكتوريا الأسترالية: جيلونج، بنديجو، بالارات وجيبسلاند. ستقام مراسم الافتتاح في ملبورن عاصمة الولاية في ملعب ملبورن للكريكيت. في خروج عن دورة ألعاب الكومنولث السابقة، لن يقام الحدث في مدينة رئيسية واحدة ولكن ستستضيفه ولاية رئيسية واحدة وستقام عبر عدد من المدن الإقليمية خارج العاصمة. ستقام الألعاب على مدى اثني عشر يومًا بين 17 و29 مارس 2026.